# Łukasz Łagożny
Łukasz Łagożny (ur. 17 listopada 1981 w Sanoku) – polski himalaista, alpinista, taternik, triathlonista, biegacz ultra i podróżnik. 25 Polak, który zdobył Koronę Ziemi, 20 który zdobył ją w wersji rozszerzonej (składającej się z 9 szczytów: z Górą Kościuszki, Piramidą Carstensza i Mont Blanc).
41. Polak i pierwszy mieszkaniec Podkarpacia, który zdobył Mount Everest.

## Życiorys
Pochodzi z Bykowiec. Mieszka i pracuje w Sanoku. Ukończył Politechnikę Rzeszowską na Wydziale Elektrotechniki i Informatyki. Jest Międzynarodowym Przewodnikiem Górskim UIMLA (Union of International Mountain Leader Associations), przewodnikiem beskidzkim klasy III i przewodnikiem SKPB Rzeszów. Członek Rady Naukowej Bieszczadzkiego Parku Narodowego i Klubu Wysokogórskiego w Lublinie. Pomysłodawca i organizator Biegów Górskich Sanok oraz współorganizator regionalnej odznaki turystycznej „Korona Ziemi Sanockiej” (KZS).
W wyborach samorządowych w 2024 uzyskał mandat Rady Miasta Sanoka, startując z listy KWW Łączy Nas Sanok.

## Osiągnięcia

### Podkarpacka Korona Ziemi
Projekt zdobycia Korony Ziemi zrealizowany w latach 2009 - 2019. Jest pierwszym zdobywcą Korony Ziemi pochodzącym i mieszkającym na Podkarpaciu.
Kolejności zdobycia poszczególnych gór:
1. Elbrus (2 lipca 2009)[9]
2. Aconcagua (12 lutego 2010)[10][11]
3. Mont Blanc (14 lipca 2010)[12]
4. Denali (6 czerwca 2011)[13]
5. Kilimandżaro (21 sierpnia 2013)[14][15]
6. Góra Kościuszki (17 czerwca 2017)[16]
7. Puncak Jaya (Piramida Carstensza) (23 czerwca 2017)[17]
8. Mount Everest (16 maja 2018) od strony północnej (od Tybetu) do 8300 m n.p.m. bez użycia dodatkowego tlenu[18]
9. Mount Vinson (27 grudnia 2019)[19]

### Ośmiotysięczniki
23 września 2023 roku w dwuosobowym zespole (wraz z Jarosławem Zdanowiczem) bez użycia dodatkowego tlenu i wsparcia tragarzy wysokogórskich zdobył Manaslu (8163 m n.p.m.).

### Ultramaratony
W 2019 roku zajął 9 miejsce w Biegu Rzeźnika Hardcore na 100 km. W tym samym roku ukończył bieg 7 Szczytów w ramach Dolnośląskiego Festiwalu Biegów Górskich na dystansie 240 km zajmując 19 miejsce. W 2018 roku ukończył Otyliadę - ogólnopolski 12-godzinny maraton pływacki, zajmując 3 miejsce na Podkarpaciu.
W 2022 roku zajął 2 miejsce w organizowany przez Klub Biegacza w Sobótce Biegu Kreta na dystansie 148 km. Rok później, w 2023 roku ponownie wystartował w zawodach tym razem na dystansie 378 km. Ukończył bieg na 5 pozycji.

### Inne projekty
W 2022 roku w ramach projektu Hardangervidda Winter Expedition 2022 dokonał zimowego przejścia na rakietach śnieżnych największego płaskowyżu w Europie - Hardangervidda w Norwegii. W tym samym roku latem w ramach Nordkapp Moto/Sky Run zorganizował wyprawę motocyklową na Nordkapp po drodze zdobywając Galdhøpiggen - najwyższy szczyt Skandynawii, przejeżdżając w niecałe 7 dni 7000 km.

### Śnieżna Pantera
W 2021 roku rozpoczął projekt zdobycia wszystkich szczytów zaliczanych do Śnieżnej Pantery. Jeżeli ukończy go z sukcesem będzie pierwszym Polakiem w historii posiadającym tytuł Śnieżnej Pantery oraz Korony Ziemi. Z pięciu szczytów wchodzących w skład wyróżnienia zdobył Pik Lenina w 2016 roku solo w stylu alpejskim.

## Książki
- Jak długa jest noc, Rzeszów: Podkarpacki Instytut Książki i Marketingu, 2018[26].
- Przepraszam za marzenia, Rzeszów: Edytorial, 2019[27].